# 99 Monkeys
99 Monkeys je třetí sólové studiové album amerického písničkáře Boba Neuwirtha. Vydáno bylo v roce 1990 společností Gold Castle Records a jeho producentem byl Steven Soles. Dále se na albu podíleli například Katy Moffatt, Billy Swan a Peter Case.

## Seznam skladeb
| Pořadí         | Název                           | Autor                        | Délka |
| -------------- | ------------------------------- | ---------------------------- | ----- |
| 1.             | Great Spirit                    | Bob Neuwirth, Robby Romero   | 3:30  |
| 2.             | Biggest Bordertown              | Neuwirth, Tom Russell        | 4:37  |
| 3.             | The First Time                  | Neuwirth                     | 4:17  |
| 4.             | Good Intentions                 | Neuwirth, Lyle Lovett        | 5:39  |
| 5.             | Biding Her Time                 | Neuwirth                     | 4:00  |
| 6.             | Life Is for the Living          | Neuwirth                     | 4:43  |
| 7.             | Dazzled by Diamonds             | Neuwirth                     | 4:06  |
| 8.             | Ancient Questions (War & Peace) | Neuwirth                     | 7:52  |
| 9.             | Winter in Berlin                | Neuwirth                     | 3:55  |
| 10.            | Cloudy Day (bonus)              | Neuwirth                     | 3:32  |
| 11.            | Busted Bottle (bonus)           | Neuwirth, Kris Kristofferson | 3:14  |
| Celková délka: | Celková délka:                  | Celková délka:               | 49:25 |

## Obsazení
- Bob Neuwirth – zpěv, kytara, harmonika
- Steven Soles – kytara, baskytara, pozoun, zpěv
- Billy Swan – kytara, zpěv
- Katy Moffatt – kytara, zpěv
- David Mansfield – kytara, zpěv
- Steve Young – kytara
- Peter Case – kytara, perkuse
- Jack Sherman – kytara, baskytara
- David Kemper – perkuse
- Lisa Maxwell – tenorsaxofon
- John Bilezikjian – úd
- Cindy & Holly – doprovodné vokály